# Dobár Éva
Dobár Éva (Miskolc, 1993. március 4. –) ifjúsági Európa-bajnok, olimpikon magyar úszónő, modell.

## Élete és pályafutása
Korán megismerkedett az úszás alapjaival Tiszaújvárosban. Ez idő alatt a Tiszaújvárosi Vízi Sportegyesület nevű klubcsapatban úszott. Mivel a szakemberek mindössze tizenkét éves korában felfedezték tehetségét, szülei döntésére alapozva inkább Budapesten akarta tovább folytatni az úszópályafutását. A fővárosba 2005-ben került. A Csik Ferenc Általános Iskolában és Gimnáziumban tanult. Először albérletben élt nagyszüleivel, később családja is átköltözött Budapestre. Ekkor kötött szerződést a Jövő SC csapatával, ahol Fehérvári Balázs és Törökné Szarka Csilla voltak az edzői.

### 2006–2009: Úszópályafutás
Az első jelentősebb országos verseny, amelyen részt vett, a 2006-os budapesti hosszúpályás magyar bajnokság volt, ahol a 400 méter vegyesúszás számában – csupán 13 évesen – a hetedik helyet érte el a döntőben. A többi versenyszámban nem sikerült bejutnia a döntőkbe. Az ugyanezen év áprilisában az Egerben megrendezett ifjúsági magyar bajnokságon 100 méter gyorson ezüstérmet szerzett, 50 méteren pedig a harmadik helyen végzett. A júliusban ugyancsak megrendezett bajnokságon szerzett egy aranyérmet (50 m gyors), egy ezüstérmet (100 m gyors) és egy bronzérmet (200 m gyors).
A következő évben ismét két ifjúsági országos bajnokságon vett részt Eger városában. Júniusban két aranyérmet (50 m gyors, 50 m hát) és két ezüstérmet (100 m gyors, 200 m gyors) vihetett haza, míg az augusztusi versenyen összesen hatszor végzett a dobogó felső fokán (50 m gyors, 100 m gyors, 200 m gyors, 50 m hát, 100 m hát, 50 m pillangó). Júliusban rendezték meg az Európai Ifjúsági Olimpiai Fesztivál (EYOF) nevű versenyt, amin Dobár Éva egyéniben bronzérmet szerzett 50 méter gyorsúszásban, csapatban pedig ezüstérmes lett a 4×50 méteres női vegyes váltó tagjaként. A novemberben megrendezett debreceni rövid pályás magyar bajnokságon 50 m gyorson az első, 50 m háton a második, 200 m gyorson és 100 m vegyesen az ötödik, 50 m pillangón pedig a harmadik helyezést érte el.
2008-ban is részt vett az újra Egerben megtartott ifjúsági magyar úszóbajnokságon. A versenyen 50 méter gyorson és 200 méter vegyesen első, 100 m gyorson második helyen ért célba; 100 méter hátúszásban pedig az ötödik helyet tudta megszerezni. A 2008-ban Budapesten megrendezett 2008-as hosszúpályás magyar bajnokságon három érmet sikerült szereznie: 50 m háton második, illetve 50 m és 100 m gyorsúszásban a harmadik helyen végzett. A július–augusztus folyamán Belgrádban megtartott ifjúsági úszó-Európa-bajnokságon érte el úszókarrierjének legfontosabb eredményét: az 50 méteres hátúszás versenyszámában 29,42 másodperces idővel az első helyen végzett.
15 éves korában részt vett a 2008 augusztusában Peking városában megrendezett nyári olimpiai játékokon is. Az 50 méteres gyorsúszás versenyszámában sikerült kvótát szereznie. A selejtezőben úszott 26,33 másodperces idejével futamában a harmadik, összesítésben a negyvenegyedik helyezést érte el. Ezzel az eredménnyel nem sikerült bejutnia a verseny elődöntőjébe.
2008 novemberében versenyzett a Százhalombatta városában megrendezett rövid pályás magyar bajnokságon, ahol az úszó két ezüstérmet (50 m gyors, 50 m hát), három bronzérmet (100 m hát, 50 m pillangó, 200 m vegyes), valamint egy negyedik helyezést (100 m vegyes) ért el. A bajnokságon mind a négy versenyszámban megdöntötte a magyar korosztályos rekordot. Az év következő nagy versenye a decemberben megrendezett fiumei rövid pályás Európa-bajnokság volt. A tornán az úszónő négy versenyszámban indult, azonban egyikben sem sikerült bejutnia valamelyik elődöntőbe.
A következő év, 2009 júniusában jelen volt az ismét Egerben rendezésre kerülő ifjúsági magyar bajnokságon, ahol négy számban – 50 m gyors, 50 m hát, 100 m hát, 200 m vegyes – aranyérmet, egy számban – 100 m gyors – pedig ezüstérmet szerzett. 2009 júliusának elején lejárt a szerződése akkori klubjával, a Jövő SC-vel, ezért az újítás helyett úgy döntött, hogy csapatot vált. Ezért átigazolt a Kőbánya SC klubjához, ahol Túri György lett az edzője. Utolsó nemzetközi szintű versenyén, a Prágában júliusban megrendezett ifjúsági úszó-Európa-bajnokságon három számban tudott az elődöntőig jutni, viszont a döntőbe jutás nem sikerült számára egyikben sem. 2009 őszén bordatörést szenvedett el, aminek következtében úgy döntött, hogy visszavonul az úszástól, és modellkarriert kezd.
Tiszaújvárosiak vagyunk, miattam költözött fel a családom Budapestre, de nem tettek szemrehányást a szüleim, hogy befejeztem. Dani is megértett. 15 évesen indultam olimpián, nyertem ifi Eb-t. Büszke vagyok az eredményeimre, csakis a jó emlékekre tudok visszagondolni. Életem meghatározó része volt az úszás, nem ment a gyerekkorom kárára, sőt sok mindenre tanított meg a versenysport.

### 2009–: Modellkarrier
2009 őszén –, miután bordatörése következtében befejezte sportolói pályafutását, – döntése alapján modellpályafutásba kezdett, a budapesti székhelyű Attractive Models nevű modellügynökség keretei között dolgozik. A models.com honlap leírása szerint „annak ellenére, hogy a fiatal és nagyszerű Dobár Éva újonc a divat világában, már szokva van ahhoz, hogy a reflektorfényben legyen, hiszen képviselte Magyarországot úszásban a pekingi olimpián. Az egyik közösségi portálon felfedezett Éva szigorú edzésprogramja azt eredményezte, hogy a gyilkos tónusú teste és a tökéletes babaarca magával ragadó lett”. 2009 szeptemberében részt vett a Képes Sport egyik fotózásán.

## Magánélete
2009 eleje óta kapcsolatban van Varga Dániel (1983–) olimpiai bajnok vízilabdázóval, a horvát Primorje Rijeka csapatának játékosával. 2011 szeptemberében az úszónő kiköltözött a vízilabdázó lakhelyére, a horvátországi Fiumébe. Az úszó így nyilatkozott a költözéssel kapcsolatban: „az első évben sok időt töltöttünk külön, de rendszeresen meglátogattam Horvátországban Danit, már akkor nagyon megszerettem ezt a várost. A munkám miatt gyakran utazom viszont haza néhány napra, mert a modellkedést folytatni szeretném”. 2011 karácsonyának környékén az akkor 28 éves vízilabdázó eljegyzést kötött Dobár Évával, majd a következő év, 2012. szeptember 11-én a pár házasságot is kötött családtagjaik és ismerőseik jelenlétében. 2014 januárjában bejelentették, hogy gyermeket várnak, a kisfiuk Varga Milán Dániel 2014. április 17-én született.